# Slipstream 5000
Slipstream 5000 — гоночная игра для PC с футуристическими элементами, разработанная компанией The Software Refinery и выпущенная Gremlin Interactive.

## Описание
Игра представляет собой гонки в 3D формате, где несколько персонажей соревнуются на местностях с историческими достопримечательностями, включая Гранд-Каньон, Чикаго и др.
Игра совместима с операционными системами DOS, Windows 95 и Windows 98.